# Tribu de Shabazz
La Tribu de Shabazz serait une nation mythique d'origine noire, dont descendraient tous les Noirs actuels d'Afrique et de la diaspora, d'après l'organisation politique et religieuse américaine Nation of Islam.

## Histoire
Dans la théologie de Nation of Islam, la Tribu de Shabazz est considérée comme l'une des treize tribus originelles, d'origine divine, qui firent leurs apparitions sur Terre, après que celle-ci fut séparée de la Lune. La Terre est alors dénommée Assia (nom issu de la Kabbale Juive) raison pour laquelle les Shabazz sont considérés comme étant d'origine afro-asiatique. Sur Terre, les Shabazz, auraient choisi les meilleurs endroits pour vivre : les régions de la vallée du Nil, ainsi que la région de l'Arabie, à l'endroit précis où allait se construire la ville sainte de la Mecque, et la Kaaba. En effet, la tribu de Shabazz était musulmane de religion.
Nation Of Islam les décrit physiquement comme ayant eu une peau noire, les cheveux lisses (type Dravidien), et de faible constitution. Leur technologie aurait été très développée. C'est durant leur vie en Afrique, précisément dans l'Afrique équatoriale, que leurs cheveux seraient devenus crépus, et que leur constitution physique se serait développée. La tribu de Shabazz aurait été dirigée par un chef du nom de Shabazz.
D'après la Nation of Islam, la race blanche aurait été créée par un scientifique de nature démoniaque, de la branche mecquoise des Shabazz. Ce scientifique se serait appelé Yakub.